# Helios
För andra betydelser, se Helios (olika betydelser).

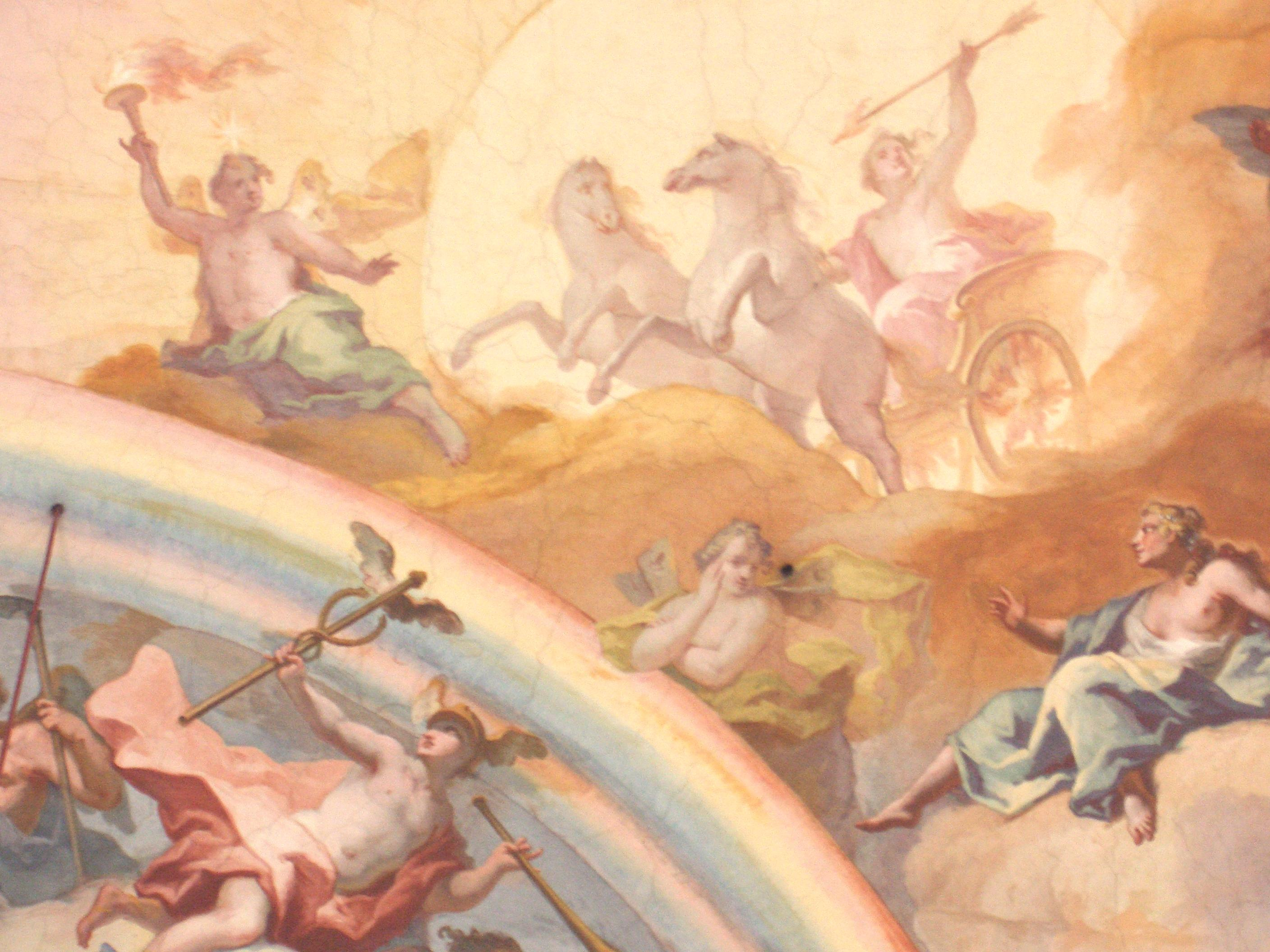
Helios i sin stridsvagn.

Helios (grek. Ήλιος) eller Helios Panoptes som han också kallades, tillhörde den grekiska mytologin och var en personifiering av solen. Hans grekiska namn betyder "solen", liksom det latinska namnet Sol. Hans andra namn, Helios Panoptes, betyder "den allseende" på grekiska. Helios har även givit namn till grundämnet helium eftersom det är en av de viktigaste beståndsdelarna i solen.

## Helios, solens gud
Helios var solen personifierad, men även havens väktare samt gud över gåvan att kunna se. Han bodde i ett gyllene palats som låg i jordens östra delar i den stora floden Okeanos som omgav världen. Varje morgon åkte han med sin gyllene vagn, som drogs av de kraftfulla eldiga (ibland bevingade) hingstarna Eos, Pyrois, Phlegon och Aithon över himlen varje morgon. 
När han nått Hesperidernas (kvällarnas) land i väster åkte han tillbaka över Okeanos vatten i en av Hefaistos båtar och solnedgången skapades.
Helios avbildades ofta som en stilig, skägglös man iklädd lilafärgade kläder med en strålande gloria runt huvudet.

## Familj
Helios var son till ljusets gud Hyperion och gudinnan Theia. Tillsammans med sina två systrar, mångudinnan Selene och gryningsgudinnan Eos, utgjorde de vad som kallades "ljusets barn". 
Helios hustru hette Rhode , men han hade likt de andra stora gudarna ett stort antal älskarinnor och barn och det fanns många barn som han möjligtvis kunde vara far till. 
Helios barn
(Modern står kursivt)
Rhode: Okhimos, Kerakfos, Makareus, Aktis, Tenages, Triopas, Kandalos och Elyktro. 
Neiara: Neaereiderna Phaethusa och Lampetia.
Klymene: Heliaderna Dioxippe, Helie, Aigle, Merope, Phoibe och Aitherie. Möjligtvis även Astris.
Perseis: Kirke, Pasifaë, Aiethes och möjligtvis Perses.
Klymene eller Merope: Phaethon.

## Myten
Helios bar en gyllene hjälm täckt med alla slags gnistrande ädla stenar. Alla som såg honom fick hålla för ögonen för att inte bli bländade. Helios son Phaethon bodde i Egypten och kunde bara på avstånd se sin far flyga över himlen var dag. Hans jämnåriga trodde honom inte när han sade att det var hans far. De retade honom och sade att han bara skröt. Det fanns bara en sak att göra. Phaethon beslöt sig för att söka upp sin far och be honom om något som kunde bevisa faderskapet.
Det tog många dagar för Phaethon att finna fadern, och han bad honom att bara för en dag få låna faderns solvagn. Helios tvekade mycket länge. Han tyckte att Phaethon var för ung för att köra den. Han ansåg att det behövdes förnuft, erfarenhet och styrka för att manövrera vagnen. Trots detta fick Phaethon till slut låna den. Han fick stränga order att inte köra för högt eller för lågt och att hålla hästarna i strama tyglar. Om hästarna fick göra som de ville skulle det bli katastrof.
Ekipaget for i väg, men när de passerade över Egypten tyckte Phaethon att de färdades för högt; 
hans vänner skulle inte kunna se honom. Han tvingade hästarna neråt och de blev som galna. 
Marken och träden fattade eld och hela Egypten blev en röd steril öken. Ett enda område runt Nilen förblev grönt. 
Phaethon blev skräckslagen och ropade på sin far, som dock inte hörde honom. Zeus grep istället in för att inte hela jorden skulle gå under. Han sände en blixt mot Phaethon som dödade honom. 